# Berloz
Berloz (in vallone Bierlô) è un comune belga di 2 813 abitanti, situato nella provincia vallona di Liegi.